# Microphthalmus fragilis
Microphthalmus fragilis är en ringmaskart som beskrevs av Bobretzky 1870. Microphthalmus fragilis ingår i släktet Microphthalmus och familjen Hesionidae. Arten har ej påträffats i Sverige. Inga underarter finns listade i Catalogue of Life.